# Кейнухарью
Кейнухарью — река в Мурманской области России. Протекает по территории Кандалакшского района. Правый приток реки Куолайоки.
Длина реки составляет 13 км. Площадь бассейна 36,6 км².
Берёт начало в болотистой местности на востоке Кандалакшского района. Протекает по лесной болотистой местности в юго-восточном направлении. В нижнем течении проходит через одноимённое урочище Кейнухарью. Впадает в Куолайоки близ села Куолаярви в 1 км выше по течению. Населённых пунктов на реке нет.

## Данные водного реестра
По данным государственного водного реестра России относится к Баренцево-Беломорскому бассейновому округу, водохозяйственный участок реки — Тенниёйоки. Речной бассейн реки — бассейны рек Кольского полуострова и Карелии.
Код объекта в государственном водном реестре — 02020020012102000007933.